# Henri-Guillaume Le Jay
Henri Guillaume Le Jay (né à Paris vers 1646, mort à Cahors le 22 avril 1693), ecclésiastique, fut évêque de Cahors de 1680 à 1693.

## Biographie
Fils de Charles Le Jay, maitre des requêtes, docteur de la Sorbonne, désigné comme évêque de Cahors en septembre 1680, il est confirmé le 28 avril 1681 et consacré le 1er juin suivant par François de Harlay de Champvallon, archevêque de Paris.